# Caesarstone Sdot-Yam
Caesarstone Sdot-Yam o Caesarstone, es una empresa cotizada en la bolsa de valores que fabrica ingeniería de superficies de cuarzo. La compañía fue fundada en 1987 y su sede se encuentra en el Kibutz Sdot Yam, cerca de la ciudad Cesarea, Israel.

## Perfil de la empresa

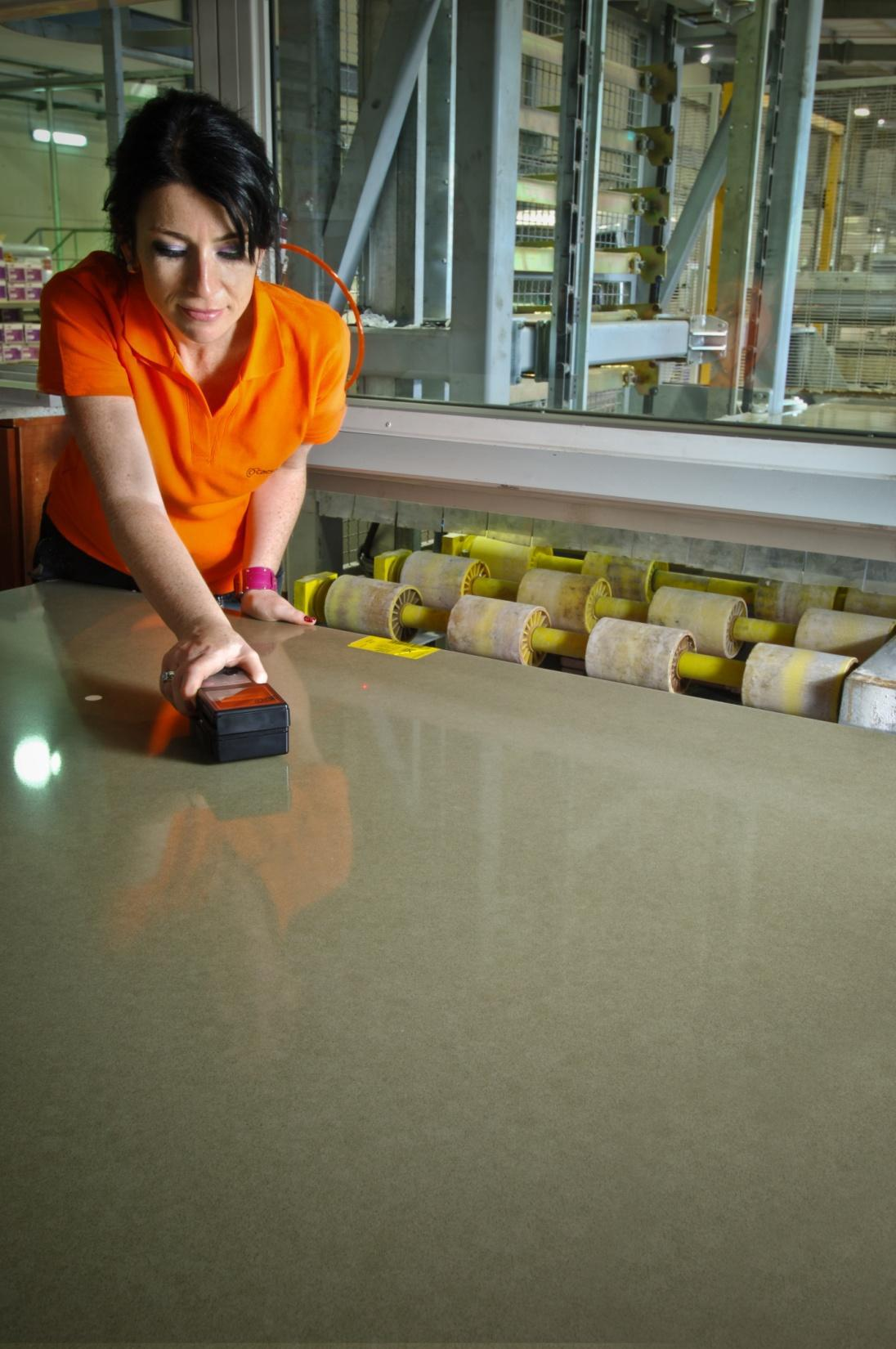
Empleada de la compañía llevando a cabo un control de calidad.

Caesarstone fabrica sus productos de cuarzo en dos localidades, tanto en Israel: el Kibutz Sdot Yam cerca de Cesarea en el distrito de Haifa, y cerca de Carmiel Bar Lev en el distrito norte. Los productos Caesarstone se utilizan comúnmente como encimeras de cocina y de baño. En febrero de 2012 Caesarstone fue presentada ante La Securities and Exchange Commission de los Estados Unidos por una oferta pública de venta de hasta $115 millones y comparte sus acciones en la bolsa de valores NASDAQ exchange. Entre las empresas que participan en la OPV JP Morgan Chase y Barclays. Las 6.7 millones de acciones comenzaron a cotizar en Nasdaq el 22 de marzo de 2012, al precio de $11 cada una.